# Asta (género)
Asta es un género con dos especies de plantas fanerógamas, de la familia Brassicaceae. Es el único género de la tribu Asteae.

## Taxonomía
El género fue descrito por Klotzsch & O.E.Schulz y publicado en Botanische Jahrbücher für Systematik, Pflanzengeschichte und Pflanzengeographie 66: 91. 1933.

## Especies aceptadas
A continuación se brinda un listado de las especies del género Asta aceptadas hasta octubre de 2014, ordenadas alfabéticamente. Para cada una se indica el nombre binomial seguido del autor, abreviado según las convenciones y usos.	
- Asta schaffineri (S.Watson) O.E.Schulz
- Asta stricta Rollins